# 유니온머티리얼
유니온머티리얼(Union Materials Corp)는 대한민국의 기업이다. 본사는 대구시 달서구 성서공단남로 151 (월암동)에 위치해 있으며 대표이사는 김진영이다. 희토류 대체 소재인 '페라이트 마그네트'를 생산한다 OCI그룹 계열사인 유니온이 쌍용머티리얼을 인수하며 현재 사명으로 변경하였다

## 같이 보기
- 희토류
- 유니온 (기업)
- OCI그룹

## 참고문헌
1. ↑  신현아, 미중 갈등 부각에 희토류株 급등…유니온머티리얼 25%↑, 한국경제, 2023.10.18
2. ↑  희토류 테마 탄 ‘유니온머티리얼’ … "주가 꿈틀, 기술 경쟁력도 눈길“, 사업보고서, 2023.04.12